# Kaneelborstbaardvogel
De kaneelborstbaardvogel (Capito brunneipectus) is een vogel uit de familie Capitonidae (Amerikaanse baardvogels). 

## Taxonomie en systematiek
Voorheen werden de drie soorten Capito brunneipectus, C. niger, en C. auratus als dezelfde soort beschouwd; sinds de late 20ste eeuw worden de drie als nauw verwante maar aparte soorten beschouwd.

## Verspreiding en leefgebied
Deze soort is endemisch in het noordelijke deel van Centraal-Brazilië.

## Status
De grootte van de populatie wordt geschat op 37.000-265.000 volwassen vogels. Op de Rode lijst van de IUCN heeft deze soort de status niet bedreigd.